# Pegidiidae
Pegidiidae es una familia de foraminíferos bentónicos de la superfamilia Discorboidea, del suborden Rotaliina y del orden Rotaliida. Su rango cronoestratigráfico abarca desde el Mioceno hasta la Actualidad.

## Clasificación
Pegidiidae incluye a los siguientes géneros:
- Pegidia
- Siphonidia
- Sphaeridia

Otros géneros considerados en Pegidiidae son:
- Neodiscorbinella, antes en la familia Discorbidae
- Spinodiscorbis  †, antes en la familia Discorbidae

Otros géneros considerados en Pegidiidae son:
- Discorbinita, aceptado como Neodiscorbinella
- Kuremsia, aceptado como Sphaeridia